# Heilove
Heilove (în ucraineană Хейлове; până în 2016, Petrivka) este o comună în raionul Monastîrîșce, regiunea Cerkasî, Ucraina, formată numai din satul de reședință.

## Demografie
Componența lingvistică a comunei Heilove
     Ucraineană (99,77%)
     Alte limbi (0,23%)
Conform recensământului din 2001, majoritatea populației comunei Heilove era vorbitoare de ucraineană (99,77%), existând în minoritate și vorbitori de alte limbi.